# 山田久美子
山田 久美子（やまだ くみこ、1979年2月14日 - ）は、福岡県出身の元バスケットボール選手である。ポジションはセンター。コートネームの「テン」には「天」「点」などあらゆる「テン」がかかっている。

## 来歴
名古屋短期大学附属高等学校（現・桜花学園高等学校）では全国大会でタイトルを獲得。
卒業後、強豪のシャンソン化粧品に入社。全日本にも選ばれバンコクアジア大会で金メダルを獲得するが、出場機会は徐々に減少。
2001年、日立ハイテクノロジーズ・スクァレルズに移籍。出場機会を増やし、チームの得点源として活躍。2002年世界選手権に出場。
2006年、JOMOサンフラワーズに移籍。シャンソン・JOMOの女子バスケ2強をなす両チームに所属した初の選手となる。前年度屈辱のレギュラーシーズン敗退を味わったチームの救世主として3シーズンぶりの優勝に貢献した。ドーハアジア大会でも銅メダルを獲得。
2007年、アジア選手権の日本代表に選ばれる。
2012年、ロンドンオリンピック世界最終予選で代表復帰。
2014年、引退。
現在はJX-ENEOSバスケットボールクリニックのコーチ。

## 経歴
- 名古屋短期大高 - シャンソン化粧品（1997年〜2001年） - 日立ハイテクノロジーズ（2001年〜2006年） - JOMO（2006年〜2014年）

## 代表歴
- 1998年世界選手権
- バンコクアジア大会
- 2002年世界選手権
- 2007年アジア選手権
- 北京五輪世界最終予選
- ロンドン五輪世界最終予選